# Lithodryas
Lithodryas là một chi bướm ngày tiền sử thuộc họ Lycaenidae. Chi này được giới thiệu thay thế cho chi Lithopsyche của Samuel Hubbard Scudder,vốn không hợp lệ do trùng tên với một chi khác. Loài kiểu mẫu được tìm thấy ở các di chỉ Tertiary tại Di chỉ Hóa thạch Quốc gia Florissant.